# Väinö Myllyrinne
Väinö Myllyrinne, né le 27 février 1909 à Helsinki en Uusimaa en grand-duché de Finlande dans l'Empire russe et mort le 13 avril 1963 à Järvenpää en Uusimaa (Finlande), est un homme atteint d'acromégalie qui, durant la période de 1940 à 1963, a été l'homme le plus grand du monde. Il a mesuré 224 cm (7 pieds 3 pouces) et pesé 197 kg à 21 ans, mais grandit une seconde fois avec une deuxième poussée de croissance en fin de trentaine pour atteindre 251 cm (8 pieds 3 pouces).

## Biographie
Myllyrinne est considéré comme le plus grand soldat de tous les temps, ayant servi dans les Forces armées finlandaises. Il a fait son service militaire en 1929 dans le Régiment d'infanterie lourde de Viipuri alors qu'il mesurait 220 cm et possédait une grande force physique. Durant les années 1930, il est lutteur professionnel dans un cirque à travers l'Europe. Il retourne en Finlande en 1939 où il combat dans la Guerre d'Hiver. En 1946, il déménage à Järvenpää pour y gérer une ferme d'élevage de poulets. Il y meurt en 1963.
Il a été élu comme étant le 12e plus grand Finlandais de tous les temps dans la série Suuret suomalaiset, principalement à cause d'une campagne internet critiquant la série. La campagne dit qu'une série ne peut pas décider qui est le plus grand Finlandais juste par leurs accomplissements. Myllyrinne serait en fait le plus grand Finlandais dû à sa taille, en effet, comme en français, le mot «grand» («suuri») peut aussi bien être en lien avec la taille qu'avec les accomplissements. En 1962, juste avant sa mort, il a été mesuré à 246 cm (8 pieds 1 pouce). Ses mains mesuraient 40 cm (15,7 pouces), les plus grandes connues.